# Hober Mallow
Hober Mallow est un personnage du Cycle de Fondation, écrit par Isaac Asimov. Il apparaît dans le livre qui porte le titre Fondation pour la version française qui contient en cinquième partie une nouvelle nommée Les Princes marchands et dont Hober Mallow est le personnage principal.

## Histoire

### Origines
Hober Mallow est un Smyrnien, c'est-à-dire natif de la planète Smyrno, capitale d'un des Quatre Royaumes qui entourent la Fondation au début du roman. Il reçoit comme tous les Marchands, une éducation laïque (la Fondation utilise la religion pour étendre son contrôle sur les autres systèmes). D'extraction modeste puisque son grand-père était un transporteur de charbon, il parvient néanmoins à bâtir un empire commercial. 
À la suite d'une affaire d'espionnage, de trahison et d'un procès où tout semblait contre lui, relaté dans la nouvelle Les Princes marchands, il devient le premier Maire de Terminus à n'être pas né dans la capitale. 

### Place dans Fondation
Hober Mallow propose une solution inédite dans l'Histoire de la Fondation pour étendre sa sphère d'influence en utilisant l'arme économique. Au cours de la guerre contre Korell, il parvient en effet à vaincre sans combattre grâce à la mainmise de Terminus sur l'économie korellienne qui finit par provoquer une révolte des industriels qui ne peuvent plus faire fonctionner leurs usines sans l'aide des technologies de la Fondation. En effet, dans une galaxie où seul Terminus possède une technologie suffisante pour commercialiser des produits de valeur, ce sont les Marchands qui contrôlent rapidement sa politique extérieure. Mallow est seulement le premier marchand à se rendre compte de la puissance que peut donner le contrôle de l'économie. Il devient alors un héros de la Fondation "aux côtés de Salvor Hardin et Hari Seldon" pour avoir apporté sa contribution à la réalisation du plan Seldon.

## Personnalité

### Un dirigeant économique et politique
Il peut donc être considéré comme une caricature de dirigeant de grande entreprise qui joue un rôle actif, voire dirigeant, dans la vie politique de son pays parce qu'il en contrôle l'économie et utilise cet état de fait pour obtenir ce qu'il veut ("Partout où cette propagande donnera des résultats ou semblera en donner, je veillerai à ce que la prospérité économique cesse. Là où les efforts de Sutt échoueront, la situation demeurera florissante, car mes usines continueront à tourner normalement." (livre I, V, XIV)).
Les successeurs de Mallow n'ont d'ailleurs plus besoin d'être nommés à cette fonction pour contrôler le gouvernement du pays (Fondation et Empire, I)).
Après la diplomatie et la religion comme moyen de défense avec Salvor Hardin, Isaac Asimov produit ici un personnage qui dispose de l'économie comme d'une arme et d'un moyen de pression très efficace pour exercer un contrôle sur d'autres systèmes planétaires.

### Un «self-made-man»
Une analogie peut également être faite avec le modèle du "self-made-man". Hober Mallow est en effet un natif de Smyrno, et donc considéré comme inférieur par les gens de la Fondation comme le lui fait très bien sentir l'adjoint du maire qu'il rencontre au début de la nouvelle. Mais il parvient néanmoins à bâtir un empire industriel et commercial qui lui permettent de devenir "Maire de Terminus (titre du dirigeant de la Fondation) et ce malgré toutes les pressions et discriminations qu'il doit subir.
D'autre part, en tant que dirigeant d'un empire économique il n'a d'autres intérêts que ceux qui permettraient de développer ses activités et d'augmenter ses pouvoirs. C'est d'ailleurs ce qui lui est reproché lors de son procès.

### Un aventurier charismatique
En tant que « self-made-man », Hober Mallow a navigué au début en tant que "simple Marchand" avant d'étendre sa puissance et son influence. C'est d'ailleurs à cet aspect de sa personnalité que fait appel l'adjoint au Maire de Terminus pour essayer de l'éloigner de la capitale de la Fondation. Il l'envoie comme espion pour tester sa loyauté. Il dépasse d'ailleurs les strictes limites de sa mission et sa témérité le pousse jusqu'à l'intérieur de l'Empire Galactique décadent, passage qu'Asimov utilise dans la nouvelle qui fait directement suite à celle-ci.
D'autre part il est, en tant que commandant de son appareil, le Far Star, un homme qui sait prendre des décisions et les faire appliquer par son équipage sans aucune discussion. Il fait également autorité dès avant son voyage pour Korell dans les assemblées de Marchands.

## Apparition dans d'autres médias
- Hober Mallow est incarné par l'acteur Dimitri Leonidas dans la deuxième saison de la série Foundation[6].